# Cinclodes patagonicus
Cinclodes-de-peito-escuro ou pedreiro-de-ventre-escuro (Cinclodes patagonicus) é uma espécie de ave da família Furnariidae.
Pode ser encontrada nos seguintes países: Argentina e Chile.
Os seus habitats naturais são: rios e costas rochosas.